# 亚历克斯·海多克-威尔逊
亚历克斯·海多克-威尔逊（英語：Alex Haydock-Wilson，1999年7月28日—），英国男子田径运动员，2018年世界U20田径锦标赛男子4×400米接力铜牌得主、2022年欧洲田径锦标赛男子4×400米接力金牌得主和男子400米铜牌得主、2023年世界田径锦标赛男子4×400米接力铜牌得主。